# Phytanoyl-coenzyme A
La phytanoyl-coenzyme A, abrégée phytanoyl-CoA, est la forme activée de l'acide phytanique, c'est-à-dire le thioester qu'il forme avec la coenzyme A. C'est un métabolite de la dégradation de l'acide phytanique en acide pristanique par α-oxydation.